# Mark Russell
Mark Russell (Springfield, 8 febbraio 1971) è uno scrittore e fumettista statunitense.

## Carriera
Comincia a scrivere fumetti a partire da fine anni novanta dove ha modo do pubblicare le sue storie su una rivista amatoriale denomita Penny Dreadful. Riesce a dedicarsi professionalmente a questa attività solo nella seconda metà degli anni duemila. Si mette in evidenza con due controversi romanzi illustrati sulla Bibbia quali God is disappointed in you e Apocrypha Now. Nel 2015 arriva ad essere ingaggiato dalla DC Comics dove crea una nuova versione di un semi-dimenticato personaggio della Bronze Age, Prez, un Presidente teenager degli USA creato da Joe Simon e Jerry Grandenetti. Nonostante la mancanza di popolarità del materiale originale, riesce a mettersi in evidenza presso i dirigenti della casa editrice e la critica specializzata. Gli vengono quindi assegnate altre serie che prevedono reboot di personaggi storici. Tra questi gli iconici cartoni animati di Hanna-Barbera, quali i Flinstones e Snugglepuss (in Italia conosciuto come Svicolone). I titoli sono acclamati da pubblico e critica e l'autore riceve premi e riconoscimenti. La sua carriera decolla,  Brian Michael Bendis lo vuole partecipe del lancio dell'imprint Wonder Comics, è ricercato da editore indipendenti e diviene uno degli autori di punta di Dynamite Entertainment per la quale realizza una miniserie su Lone Ranger e prende le redini del franchise di Red Sonja.

## Opere

### DC Comics
- Prez nn.1-6, Mark Russell (testi) - Ben Cadwell (matite) - Mark Morales (chine), miniserie (conclusa), 17 giugno 2015 - 2 dicembre 2015.
- The Flintstones nn.1-12, Mark Russell (testi) - Steve Pugh & AA.VV. (disegni), miniserie (conclusa), settembre 2016 - agosto 2017.
- Cave Carson Has a Cybernetic Eye nn.7-12, Mark Russell realizza i testi della "back-up story" con protagonista il Professor Marc Bartow, disegni di Benjamin Dewey, serie regolare (conclusa con il n.12), imprint DC's Young Animal, giugno-novembre 2017.
- Exit Stage Left: The Snagglepuss Chronicles nn.1-6, Mark Russell (testi) - AA.VV. (disegni), miniserie (conclusa), marzo-agosto 2018.
- Superman Special n.1, Mark Russell (testi) - AA.VV. (testi e disegni), albo antologico, 16 maggio 2018.
- Wonder Twins nn.1-12, Mark Russell (testi) - Stephen Byrne (disegni), miniserie (conclusa), imprint Wonder Comics, aprile 2019 - aprile 2020.
- Swamp Thing: New Roots nn.1-6, Mark Russell e Marco Santucci, serie regolare, serie regolare (in corso dal 26 aprile 2020), collana "Digital First" (digital comic a periodicità settimanale), le storie di Russell sono state rese disponibili tra il 26 aprile e il 7 giugno 2020.
- Batman: Gotham Nights nn.4-9, Mark Russell & AA.VV. (testi e disegni), serie regolare (in corso dal 21 aprile 2020), linea "Digital First" (digital comic a periodicità settimanale), le storie di Russell sono state rese disponibili tra il 12 maggio e il 16 giugno 2020.

### Dynamite Entertainment
- The Lone Ranger (Vol.3) nn.1-5, Mark Russell (testi) - Bob Q (disegni), miniserie (conclusa), ottobre 2018 - febbraio 2019.
- Red Sonja (Vol.5) dal n.1, Mark Russell (testi) - Mirko Colak, Bob Q & AA.VV. (disegni), serie regolare, febbraio 2019 -in corso.
- Killing Red Sonja dal n.1, Mark Russell e Bryce Ingman (testi) - Craig Rousseau (disegni), miniserie, marzo 2020 -in corso.

### Ahoy Comics
- Second Coming nn.1-6, Mark Russell (testi) - Richard Pace e Leonard Kirk (disegni), miniserie (conclusa), luglio 2019 - gennaio 2020.
- Billionaire Island nn.1-6, Mark Russell, Mariah McCourt & AA.VV. (testi) - AA.VV. (disegni), miniserie (conclusa), marzo-settembre 2020.

## Premi e riconoscimenti
- 2018: ottiene due nomination agli Eisner Award per la miniserie The Flintstones dove propone una nuova e aggiornata versione de Gli Antenati. Una è nella categoria "Best Limited-Series" (o miglior miniserie), l'altra come "Best Humor Publication" (o miglior pubblicazione umoristica)[2].
- 2019: ottiene una nomination all'Eisner Award come "Best Writer" ( o miglior scrittore dell'anno) per il suo lavoro su Exit Stage Left: The Snugglepuss Chronicles, Green Lantern/Huckleberry Hound, Lex Luthor/Porky Pig (per DC Comics) e Lone Ranger (per Dynamite Entertainment)[3]. Il premio lo vince Tom King[3]. Gli altri nominati sono Alex de Campi, Jeff Lemire, Kelly Thompson, Chip Zdarsky[3].